# レイラ (小惑星)
レイラ (3397 Leyla) は、火星横断小惑星に分類される小惑星。1964年12月8日に発見された。
小惑星センター (Minor Planet Center, MPC) の管理アシスタントMuazzez Kumrucu Lohmillerの娘である Nancy Leyla Lohmiller の名前にちなんで命名された。優れたフルート奏者で詩人でもあり、彼女が詠んだ百武彗星 (C/1996 B2 Hyakutake) についての詩がボストン・グローブ紙に掲載されたこともある。彼女自身、MPCのボランティアスタッフとして活動していた。